# 長谷川宗仁
長谷川 宗仁（はせがわ そうにん）は、戦国時代から江戸時代前期にかけての武将、茶人、画家。

## 生涯

### 町衆から織田家臣へ
出自は京都の有力町衆であった長谷川宗昧の一族と考えられる。
永禄12年（1569年）から元亀元年（1570年）の間、堺の今井宗久と組んで織田信長に働きかけて、かつて但馬の領主であった山名祐豊を但馬に復帰させる工作に尽力し、織田家の力によって祐豊を復帰させることで織田家の但馬生野銀山の確保を援助すると同時に、その後の銀山経営の利権確保も目論んだ。宗仁は祐豊の但馬入国へ同行していたらしく、元亀元年（1570年）1月6日付けの書状で宗久からそのことについて労いの書状を受けた。また、同年4月19日には生野銀山の横領を止める使として、宗久と共に再び但馬入りしている。
天正元年（1573年）6月18日、下京で銀子や米の徴収を行っているが、この時は信長の家臣たちに混じって活動しており、この頃よりこうした京での奉行活動を経て次第に信長の家臣化していったものと見られる。同年8月24日、信長の命により朝倉義景の首級を京へと送り、獄門にかけた。天正6年（1578年）元旦に信長が家臣12名を呼び主催した茶会の中に、織田信忠・細川藤孝・明智光秀・羽柴秀吉・丹羽長秀ら織田家の要人と共に名を連ねた。また、1月4日に万見重元邸で行われた名物茶器の披露会の参加者9人の中にも宗仁の名前が見える。
天正10年（1582年）3月の甲州征伐には信長側近として同行した。戦後、武田勝頼・武田信勝・武田信豊・仁科盛信の首級を京で獄門にかけるように命じられ、一条通の辻に4名の首級を晒した。同年6月2日に本能寺の変で信長が横死すると、宗仁は即座に備中に布陣していた羽柴秀吉に飛脚を送り、信長の死を報じた。山崎の戦いで秀吉が勝利すると秀吉に仕える。

### 秀吉政権での事績
秀吉の下でも宗仁は側近として用いられ、天正17年（1589年）元旦には豊臣家の直轄領であった伏見の代官に任じられる。天正19年（1591年）、長崎の貿易商である原田喜右衛門が秀吉にフィリピン侵攻を提言しようとしたが、宗仁はこれに加担して原田らの進言を秀吉に取次ぎ、フィリピン侵攻を促した。
また、対フィリピン貿易の責任者でもあり、秀吉が「ルソン壺」を独占的に買いあげる目的で日本からマニラ行きの船舶を制限するための朱印状を発給し、さらに宗仁と原田喜右衛門の許可状が無ければいかなる者も通行できない状態であった。文禄元年（1592年）にはフィリピン総督ゴメス・ペレス・ダスマリニャスの使節として秀吉との謁見のために来日したドミニコ会士フアン・コボを長崎で迎え、名護屋に案内し自宅に宿泊させ、帰国までの世話をしたが、コボは秀吉からの書状を携えての帰路において台湾沖で遭難し、返書はフィリピンには届かなかった。
翌文禄2年（1593年）には新たにフィリピン総督の使節としてペドロ・バプチスタ（フランシスコ会司祭、後の日本二十六聖人の一人）らが来日したが、宗仁と原田は彼らを日本に呼び寄せた主唱者であった。文禄3年（1594年）4月には秀吉の書状を受け取ったペドロ・ゴンザーレスの船に乗り込み、自らもマニラに渡航している。
名護屋城築城にあたっては本丸数寄屋や旅館などの作事奉行を担当した。文禄2年（1593年）5月23日には明からの使者の饗応役を務め、慶長3年（1598年）の醍醐の花見の際にも秀吉の側に従じた。

### 晩年
慶長5年（1600年）の関ヶ原の戦いでは西軍に与し、細川幽斎の篭る田辺城包囲の軍に参加していた（田辺城の戦い）が、子の守知が佐和山城の援軍として行った際に、攻撃した東軍に内通して陥落させるのに功があったと認められたため、戦後に所領に手を付けられることなく赦されている。以後、豊臣家を離れ徳川家康に仕え、北政所の番を務めた。慶長11年（1606年）2月9日没。享年68。遺体は自らが開基した京の長徳寺に葬られた。
子の守知は美濃国の美濃長谷川藩1万石の大名となっていたが、孫の正尚は弟の守勝に3110石を分知したため、長谷川家は大名ではなくなった。後に正尚の家系は断絶したが、守勝の家系は残り、旗本寄合席に名を連ねた。

## 文化人として
茶人としてたびたび茶会に出席して活躍し、茶器の名品「古瀬戸肩衝茶入」（長谷川肩衝）を所持していた。また今井宗久とは懇意の仲であり、津田宗及の日記にも度々名が見える。武野紹鴎に師事して茶の湯を学んだという。
また、当時画家としても評価を受けており、法眼（僧位の項も参照）の叙任を受けている。天正9年（1581年）11月3日に行われた松井友閑邸の茶会では宗仁作の絵が床の間に飾られている様が窺える。また、名護屋城本丸の障壁画は狩野光信と宗仁が共同で手がけた作品であったとされるが、現存していない。